# イグナーツ・フリードマン
イグナーツ・フリードマン（ポーランド語: Ignaz Friedman, 1882年2月13日 – 1948年1月26日）はポーランド出身のユダヤ系のピアニストで作曲家。ハロルド・ショーンバーグのような音楽評論家や、セルゲイ・ラフマニノフらのピアニスト仲間から、レオポルド・ゴドフスキーやモーリッツ・ローゼンタール、ヨーゼフ・ホフマン、ジョセフ・レヴィーンらと並ぶ、当時の至高のヴィルトゥオーゾとして一様に高く評価されていた。名については、ポーランド語のイグナツィ（Ignacy）や英語のイグナス（Ignace）を用いる場合がある。なお本名は、ザロモン（またはゾロモン）・イザーク・フロイトマン（Solomon (Salomon) Isaac Freudman(n), イディッシュ語でシュロイメ・イツホク・フレイドマンשְׁלֹמֹה יִצְחָק פֿרײדמאַן ）であった。

## 略歴
ポドグジェ（Podgórze）において音楽家の家庭に生まれる。クラクフでフローラ・グジヴィンスカ（Flora Grzywinska）にピアノを師事し、少年時代に神童として認められる。フーゴー・リーマンと有名なピアノ教師のテオドール・レシェティツキーに師事した後、フェルッチョ・ブゾーニのマスタークラスで研鑽を積んだ。レシェティツキーの助手も務めている。クラクフ大学で哲学を修め、教育の仕上げに作曲と音楽学を学んだ。1904年に（3つのピアノ協奏曲を演奏して）ウィーンにデビューし、世界的な活動に入る。ある集計によるとフリードマンは合計2800回以上の演奏会を行なっており、ヴァイオリニストのブロニスワフ・フーベルマンとたびたび開いた二重奏の演奏会もその中に含まれる。
第2次世界大戦が勃発した時、フリードマンはヨーロッパに滞在していたが、どうにか脱出すると、1940年にオーストラリアで演奏旅行を行なった。その後もヨーロッパには戻らずに、シドニーに定住して歿年までオーストラリアに留まった。1943年に、左手の神経炎のために演奏活動から引退を余儀なくされた。1948年の「オーストラリアの日」に他界している。

## 演奏様式
フリードマンの冷静沈着で淀みない演奏様式は、リズムや音色の感覚に満ち溢れており、圧倒的な技巧に基づいている。フリードマンの解釈は、卓越した権威によっても認められ、特にショパン作品の申し分ない解釈については多くのことが論じられてきた。演奏技巧の力量は、モーリッツ・ローゼンタールやレオポルド・ゴドフスキー、ヨーゼフ・レヴィーンと同様に印象深いものだった。デュナーミクやアゴーギクの多様さにさえ恵まれており、そのために音楽的な均衡を損なうことがなかった。バスの重奏のようなテクスチュアの処理は、しばしば時代がかっている。研ぎ澄まされたリズム感覚やしなやかな構成力によって、例えばメンデルスゾーンの《無言歌》やショパンの《マズルカ》のような小曲でさえ、本当に偉大なものにしている。とりわけショパンのマズルカの解釈は、同時代の同胞ローゼンタールの場合と同じく、多くの人々から比類ないと認められた。
後年アメリカ合衆国において、デュナーミクやアゴーギクのロマンティックな解釈を取り除いたモダンな解釈に馴れ親しんでいる若手の評論家によって、生温い評価を受けることもあった。（セルゲイ・ラフマニノフはフリードマンの演奏を称賛したが、「あまりにもギャラリーに向かって弾きすぎる」と考えていたらしい。）
同時代の多くの偉大なピアニストと同じく放送番組に出演したが、オーストラリアやニュージーランドで数時間のラジオ番組の収録を含めて、音源の大半が散逸している。それでも20世紀の偉大な巨匠ピアニストという立場は不動である。

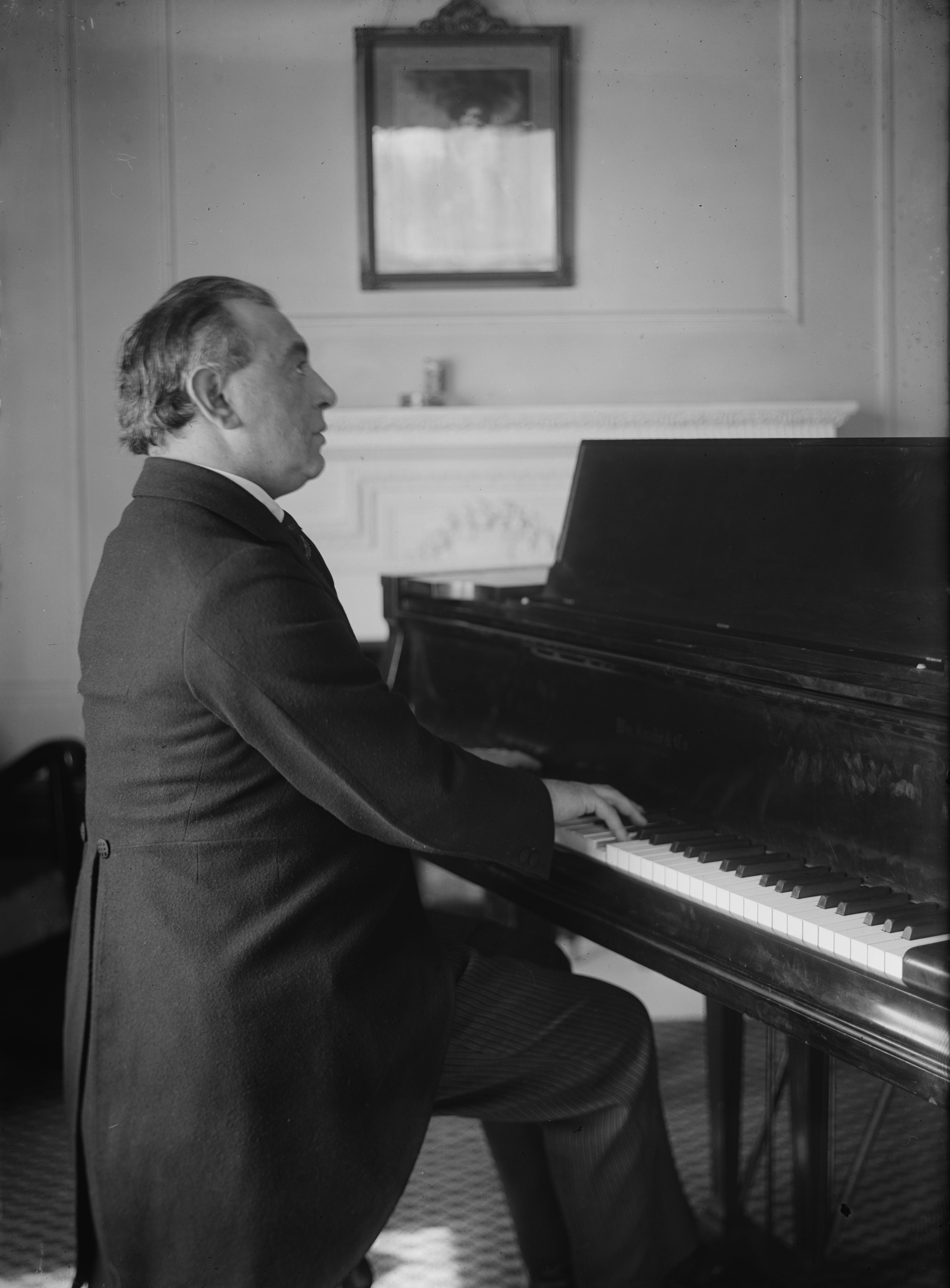
ピアノに向かうフリードマン

## 遺産
「コンポーザーピアニスト」の伝統に沿って90曲以上を発表したが、ピアノのための小品が主である。フリードマンの作品は、当時の他のヴィルトゥオーゾ・ピアニストの作品に比べて優れているが、レパートリーとして特に定着してはいない。例えば《オルゴール（フランス語: Tabatière à musique）》作品33-3のようなピアノのための優美な小品は、最上の意味でサロン音楽の典型である。さらに、《パッサカリア》作品44や練習曲、ピアノ協奏曲に加えて、チェロのための作品やピアノ五重奏曲のような室内楽曲も手懸けた。またフリードマンは、ヨハン・ゼバスティアン・バッハやドメニコ・スカルラッティの作品のトランスクリプションも遺している。ブライトコプフ・ウント・ヘルテル社の『ショパン・ピアノ曲全集』のほとんどを校訂し、ロベルト・シューマンやフランツ・リストの作品も出版した。重要なピアニストを数人輩出しており、そのなかにイグナツ・ティーゲルマンやブルース・ハンガーフォードがいる。

## 註釈
1. ↑  Die Musik in Geschichte und Gegenwart. 2. Ausgabe (Personenteil).
2. ↑  http://www.arbiterrecords.com/musicresourcecenter/friedman.html. 24. Dezember 2006.
3. 1 2  The New Grove Dictionary of Music and Musicians. London 1980.
4. ↑  Harold C. Schonberg: Die großen Pianisten. Bern/München/Wien 1965.
5. ↑  David Dubal, 「ホロヴィッツと過ごした夕べ。ホロヴィッツはフリードマンを尊敬していたけれども、嫉妬からこんな発言をしたかもしれない。」
6. ↑  Die Musik in Geschichte und Gegenwart. 1. Ausgabe (Supplement).

## 音源
- イグナーツ・フリードマン - トピック - YouTube